# Ajalpan (općina)
Ajalpan (općina) općina u saveznoj državi Puebla u jugoistočnom Meksiku s istoimenim glavnim središtem Ajalpan.
Zauzima područje od 325,3 km² (125.60 četvornih milje) i ima 60.621 stanovnik. Glavni grad Ajalpan nalazi se na 1.223 metra n/m (4.012 stopa) i ima oceansku klimu a područje je suho i obraslo različitim vrstama kaktusa, među kojima je značajna opuncija (Opuntia) iz čijeg voća okolni stanovnici proizvode piće.